# Ted Tetzlaff
Pour les articles homonymes, voir Tetzlaff.
Ted Tetzlaff est un directeur de la photographie, réalisateur et acteur américain né le 3 juin 1903 à Los Angeles, Californie (États-Unis), mort le 7 janvier 1995 à Fort Baker (États-Unis).

## Filmographie

### Comme directeur de la photographie
- 1926 : Atta Boy
- 1926 : Sunshine of Paradise Alley
- 1927 : The Ladybird
- 1927 : Eager Lips
- 1927 : Ragtime
- 1927 : Polly of the Movies
- 1927 : Temptations of a Shop Girl
- 1927 : Pitfalls of Passion
- 1928 : Comrades
- 1928 : The Devil's Cage
- 1928 : Into No Man's Land
- 1928 : Masked Angel
- 1928 : Life's Mockery
- 1928 : Stool Pigeon
- 1928 : The Power of the Press de Frank Capra
- 1928 : The Apache
- 1929 : The Faker
- 1929 : Behind Closed Doors
- 1929 : Loin du ghetto (The Younger Generation)
- 1929 : L'Affaire Donovan (The Donovan Affair)
- 1929 : Father and Son
- 1929 : The Flying Marine
- 1929 : The Fall of Eve
- 1929 : Light Fingers
- 1929 : Acquitted
- 1929 : Wall Street
- 1929 : Cabaret mexicain (Mexicali Rose) de Erle C. Kenton
- 1930 : Melody Man
- 1930 : Personality
- 1930 : Guilty?
- 1930 : A Royal Romance
- 1930 : Prince of Diamonds
- 1930 : Soldiers and Women
- 1930 : Sisters
- 1930 : Hell's Island
- 1930 : The Squealer
- 1930 : For the Love o' Lil de James Tinling
- 1930 : Hurricane
- 1930 : Tol'able David
- 1931 : Le Code criminel (The Criminal Code)
- 1931 : The Last Parade
- 1931 : The Avenger
- 1931 : Lightning Flyer
- 1931 : The Texas Ranger
- 1931 : The Fighting Sheriff
- 1931 : The Good Bad Girl
- 1931 : Arizona
- 1931 : Shanghaied Love
- 1931 : A Dangerous Affair (en)
- 1931 : Men in Her Life
- 1932 : Three Wise Girls
- 1932 : Le Visage masqué (Behind the Mask) de John Francis Dillon
- 1932 : Love Affair de Thornton Freeland
- 1932 : High Speed
- 1932 : Attorney for the Defense
- 1932 : Hollywood Speaks (en)
- 1932 : By Whose Hand?
- 1932 : Night Mayor
- 1932 : Night Club Lady
- 1932 : This Sporting Age
- 1932 : Washington Merry-Go-Round (en) de James Cruze
- 1932 : Man Against Woman
- 1933 : Taxi Girls (Child of Manhattan) d'Edward Buzzell
- 1933 : Soldiers of the Storm
- 1933 : The Thrill Hunter (en) de George B. Seitz
- 1933 : La Profession d'Ann Carver (Ann Carver's Profession) d'Edward Buzzell
- 1933 : Brief Moment
- 1933 : Day of Reckoning
- 1933 : Should Ladies Behave
- 1934 : Les Amants fugitifs (Fugitive Lovers), de Richard Boleslawski
- 1934 : His Greatest Gamble
- 1934 : Lady by Choice
- 1934 : Transatlantic Merry-Go-Round (en)
- 1934 : College Rhythm
- 1935 : La Dernière Rumba (Rumba)
- 1935 : Paris in Spring
- 1935 : Annapolis Farewell
- 1935 : Jeux de mains (Hands Across the Table)
- 1936 : Lady of Secrets
- 1936 : Ce que femme veut (Love Before Breakfast)
- 1936 : Une princesse à bord (The Princess Comes Across)
- 1936 : Mon homme Godfrey (My Man Godfrey)
- 1936 : Calibre neuf millimètres (Murder with Pictures) de Charles Barton
- 1936 : Hideaway Girl (it)
- 1937 : Night in Manhattan
- 1937 : Trompette Blues (Swing High, Swing Low), de Mitchell Leisen
- 1937 : Turn Off the Moon
- 1937 : La Vie facile (Easy Living)
- 1937 : Sophie Lang s'évade (Sophie Lang Goes West) de Charles Reisner
- 1937 : La Folle Confession (True Confession)
- 1938 : La Peur du scandale (Fools for Scandal)
- 1938 : La Belle de Mexico (Tropic Holiday)
- 1938 : Artists and Models Abroad
- 1938 : Tom Sawyer détective (Tom Sawyer, Detective) de Louis King
- 1939 : Arrest Bulldog Drummond
- 1939 : Femme du monde (Cafe Society) :
- 1939 : L'Irrésistible Monsieur Bob (Man about Town)
- 1939 : Lune de miel à Bali (Honeymoon in Bali) d'Edward H. Griffith
- 1940 : L’Aventure d’une nuit (Remember the Night)
- 1940 : Safari
- 1940 : Rhythm on the River
- 1940 : I Want a Divorce (en)
- 1940 : Love Thy Neighbor
- 1941 : The Mad Doctor
- 1941 : You're the One
- 1941 : En route vers Zanzibar (Road to Zanzibar)
- 1941 : Vedette à tout prix (Kiss the Boys Goodbye)
- 1942 : Madame veut un bébé (The Lady Is Willing)
- 1942 : La Justice des hommes (The Talk of the Town)
- 1942 : Ma femme est une sorcière (I Married a Witch)
- 1942 : Ô toi ma charmante (You Were Never Lovelier) de William A. Seiter
- 1943 : Plus on est de fous (The More the Merrier) de George Stevens
- 1945 : Le Cottage enchanté (The Enchanted Cottage) de John Cromwell
- 1945 : Le Charme de l'amour (Those Endearing Young Charms) de Lewis Allen
- 1946 : Les Enchaînés (Notorious) d'Alfred Hitchcock

### comme réalisateur
- 1941 : World Premiere
- 1947 : Riffraff
- 1948 : Fighting Father Dunne
- 1949 : L'Homme de main (Johnny Allegro)
- 1949 : Une incroyable histoire (The Window)
- 1949 : A Dangerous Profession (en)
- 1950 : La Tour blanche (The White Tower)
- 1951 : Under the Gun
- 1951 : Gambling House
- 1952 : The Treasure of Lost Canyon (en)
- 1953 : Cinq heures de terreur (Time Bomb)
- 1955 : Le Fils de Sinbad (Son of Sinbad)
- 1956 : Seven Wonders of the World
- 1959 : Californie, terre nouvelle (The Young Land)